# Ламарш, Бенуа
Бенуа «Бен» Ламарш (фр. Benoit "Ben" Lamarche; род. 7 июля 1966 года, в Квебеке) — канадский конькобежец, специализирующаяся в шорт-треке и конькобежном спорте, участник Олимпийских игр 1984 года и игр 1988 года в конькобежном спорте, чемпион мира 1983 года в шорт-треке. У него есть младшая сестра Мари-Пьер Ламарш, участница Олимпийских игр 1988 года, а также дочь Беатрис Ламарш, которая пошла по стопам своего отца в конькобежном спорте.

## Биография
Бенуа был членом национальной сборной по конькобежному спорту с 1980 по 1990 года, а в 1983 году был в составе сборной по шорт-треку и выиграл золотую медаль на чемпионате мира в Токио в эстафете вместе с Ги Деньо, Луи Гренье и Мишелем Делилем. В 1984 году он участвовал на Олимпийских играх в Сараево, где занял 36-е место на дистанции 5000 метров. На следующий год выступал на чемпионате мира по спринту в Херенвене и стал там 24-м по сумме всех дистанции. Ещё через год на чемпионате мира в классическом многоборье в Инцелле добрался до 28-го места. В 1987 году Бенуа в многоборье на первенстве мира в Херенвене вошёл в десятку сильнейших, заняв 9-е место в сумме. На Олимпийских играх в Калгари он занял 18-е место на 1500 м, 21-е на 5000 м и 10-е на 10000 м, впервые достигнув десятки сильнейших Олимпийцев. Также вышел в финал Кубка мира и занял 4-е место на 1500 метров. В 1990 году Бенуа выступал на очередном чемпионате мира в классическом многоборье в Инсбруке и занял 22-е место в многоборье. Он был чемпионом Канады на разных дистанциях в течение 5-ти лет. В том же году завершил свою профессиональную карьеру.

## После спорта
В 1991 году Бенуа Ламарш получил степень бакалавра биохимии в Университете Лаваля, в 1996 году степень магистра наук кинезиологии и физиологии на медицинском факультете Университета Лаваля. В 1998 году проводил исследования по физиологии в
Университете Торонто. Он опубликовал более 250 рецензируемых работ в области питания. Он также получил финансирование от программ «Canada Research Chair Program», «Dairy Farmers of Canada», «NSERC» и канадской инициативы «Agri-Science Clusters», «Dairy Research Cluster» (Dairy Farmers of Canada, Agriculture and Agri-Food Canada, Канадской молочной комиссии и Канадской молочной сети). Бенуа является профессором кафедры пищевых наук и питания, кафедры питания и сердечно-сосудистого здоровья Университета Лаваля. Также он продолжает заниматься конькобежным спортом среди возрастных спортсменов, так в 2007 году стал чемпионом мира среди мастеров, установив мировой рекорд. В 2012 году выиграл на Фестивале конькобежного спорта в Квебеке.
С 2007 по 2011 года был членом Совета директоров Квебекской федерации. В ноябре 2011 года Ламарш был назначен президентом национального центра Гаэтана Буше

## Награды
- 1987 год — признан спортсменом года Канады в конькобежном спорте[9]
- 2004 год — награда от Utrech Group и Международной молочной федерации «Wiebe Visser Bi-annual International Nutrition Award»
- 2011 год — награда Centrum New Investigator Award от Канадского общества питания
- 2013 год — награда Prix des Fondateurs